# Walter Georgii (Pianist)
Walter Georgii (* 23. November 1887 in Stuttgart; † 23. Februar 1967 in Tübingen) war ein deutscher Pianist und Klavierpädagoge. 

## Leben
Sein Vater war der Jurist und Versicherungsmanager Max Georgii, sein Großvater der Turnpionier Theodor Georgii. Walter Georgii war Schüler von Max Pauer am Stuttgarter Konservatorium und promovierte 1914 in Halle/Saale mit einer Dissertation über Carl Maria von Weber als Klavierkomponist im Fach Musikwissenschaft. Anschließend lehrte er Klavier in Köln, bis 1930 am Konservatorium bzw. der Rheinischen Musikschule und 1930–1938 an der Hochschule für Musik. Von 1946 bis 1955 war er Professor an der Musikhochschule in München. Er veröffentlichte zahlreiche Schriften zu Klaviermusik und gab zahlreiche Musikeditionen heraus.

## Veröffentlichungen
- Walter Georgii: Klaviermusik, Geschichte der Klaviermusik zu zwei und vier Händen von den Anfängen bis zur Gegenwart. Atlantis Musikbuch-Verlag, Zürich/Freiburg 1976 (5. Auflage), ISBN 3-7611-0222-4
- Walter Georgii: Klavierspielerbüchlein. Winke für den Klavierspieler. Atlantis Verlag, Zürich/Freiburg 1957 / Neuauflage: Schott, Mainz  2003 (8. Aufl.), ISBN 3-254-08230-3
- 400 Jahre europäischer Klaviermusik, von Walter Georgii. Köln: Arno Volk und Heemstede: De Toorts o. J. (= Das Musikwerk. Eine Beispielsammlung zur Musikgeschichte herausgegeben von Karl Gustav Fellerer)